# Silver Mäoma
Silver Mäoma (Tartu, 16 mei 1995) is een Estisch wielrenner. Tussen 2015 en 2018 was hij actief voor twee verschillende wielerploegen op amateurniveau; EC Saint-Etienne Loire  en VC Rouen 76.

## Carrière
Als junior werd Mäoma in 2013 derde op het nationale kampioenschap tijdrijden, achter Siim Saavik en Kaarel Redi. Later dat jaar nam hij deel aan het Europese kampioenschap, waar hij op plek 49 eindigde in de tijdrit.
In 2015 werd Mäoma, als belofte, tweede op het nationale kampioenschap tijdrijden voor eliterenners. Enkel eliterenner Gert Jõeäär legde het 38,8 kilometer lange parcours in en rond Vändra sneller af, waardoor Mäoma de beloftentitel opeiste. Een jaar later, nog steeds als belofte, werd hij wederom tweede en was enkel Mihkel Räim sneller in de wegwedstrijd. Later dat jaar behaalde hij zijn eerste UCI-zege door de proloog van de Baltic Chain Tour het snelst af te leggen. De leiderstrui die hij daaraan overhield moest hij een dag later afstaan aan Andrij Vasyljoek. In het eindklassement werd de Est derde, wat hem de eerste plaats in het jongerenklassement opleverde.
In 2017 werd Mäoma, achter Piotr Konwa en Lars van den Berg, derde in de proloog van de Carpathian Couriers Race. Een maand later werd hij nationaal kampioen tijdrijden door het parcours ruim een minuut sneller af te leggen dan Gert Jõeäär en Norman Vahtra, die op de dichtste ereplaatsen eindigden.

## Overwinningen
2015
 Estisch kampioen tijdrijden, Beloften
2016
 Estisch kampioen tijdrijden, Beloften
 Estisch kampioen op de weg, Beloften
Proloog Baltic Chain Tour
Jongerenklassement Baltic Chain Tour
2017
 Estisch kampioen tijdrijden, Elite